# 安田由紀奈
安田 由紀奈（やすだ ゆきな、1989年〈昭和64年〉1月6日 - ）は、日本のお笑い芸人、タレント、女子プロボクサー。一児の母。
大阪府出生。鹿児島県育ち。よしもとクリエイティブ・エージェンシー大阪所属。プロボクサーとしては井岡ボクシングトレーニングジム（通称：井岡弘樹ジム）に所属する。

## プロフィール
- 身長：158.5cm  B78・W58・H82、血液型：O型、星座：山羊座。
- 愛称：「やっすぅ」｢やっさん｣「ゆっきーな」等。
- NSC女性タレントコース3期生の同期である浅本美加（現・YUKA）と漫才コンビ「キンチャク」を結成していた。
- 浅本美加の吉本退社後、NSC女性タレントコース3期生出身としては唯一吉本に所属しているタレントとなってしまった。
- 元よしもとグラビアエージェンシー（YGA）。キャッチフレーズは、「愛のスパーリングパートナー」（旧「愛のスリーポイントシュート」)であった。
- チャームポイント：『手』「小さくてプニプニしてるとこが勝手に気にいってまふ♪」(本人談)[3]。
- 5歳年上の兄がいる。
- 好きな食べモノ：ヨーグルト、お菓子。
- 好きな調味料：三杯酢・味の素。
- 好きなお菓子：パックンチョ、
- 好きな男性のタイプ：『じぶんが好きになったひとがタイプ』。具体的には『マッチョな人』、『堂本光一さんと吉沢悠さんを足して2で割った感じなタイプの人』。
- モテ期：中学校2年生の時。
- 高校は、体育科出身。
- 自身のブログでは、独特の言い回しをする。｢〜です。｣→｢〜でふ。｣、｢〜ました。｣→｢〜まひた。｣等、主に｢さ行｣を｢は行｣に変換している。
- 新幹線のことをその形から「流線型」と呼ぶ。飛行機のことは「空飛ぶ流線型」と呼ぶ。
- 父親と仲が良く、映画や遊園地も一緒に行く[4]。
- フライドポテトは、「カリカリ」より「シナシナ」の方が好き。
- アニメが好き[5]。朝、いつもアニマックスを見る[6]。
- 携帯：ドコモ N703iD(NEC製、カラーはYellow)を長年愛用していた（一時期裏の電池のフタと充電器を接続する場所のフタが故障していた事があった際[7]、ファンから裏の電池のフタをプレゼントしてもらったというエピソードがある[8]）、2015年現在はスマートフォンにしている。

## 略歴
- 2007年、NSC大阪校女性タレントコース3期生。
- 2007年、キンチャク結成。
- 2008年3月、京橋花月PRの為に結成された『宇都宮まき＆京花ガールズ』に京花ガールズとして参加[9]。
- 2008年4月、NSC大阪校女性タレントコース強化生(特待生)。
- 2008年8月、わくわく宝島に、わくわく京橋花月ガールズとして参加。
- 2008年9月、よしもとグラビアエージェンシー（YGA）に2期生として加入。
- 2009年3月、NSC大阪校女性タレントコース卒業オーディション合格。
- 2009年11月、よしもとグラビアエージェンシー（YGA）を卒業。
- 2010年1月、つぼみのリーダーに就任。[10]。
- 2012年1月、キンチャクの解散とつぼみからの卒業を表明。
- 2012年3月17日、「キンチャク卒業式～つぼみからたくさんのありがとう～」をもって、つぼみを卒業。同時にコンビも解消。
- 2012年11月17日、JBCプロテストを受験、19日合格が発表されC級ライセンス取得[11]。
- 2013年5月8日、プロボクサーとして公式戦デビュー。
- 2015年1月、交際していた一般男性と結婚。

## ボクシング
ダイエットを目的にボクシングを始めたが、その後スパーリングも行うようになる。2012年夏より井岡ジムに所属しプロを目指す。
前述のJBC・C級ライセンスのほか、アマチュアC級ライセンスも所有。階級はアトム級。
2013年5月8日、井岡一翔・宮崎亮ダブル世界戦の予備カードとして山岸愛子を相手にプロデビュー。2ラウンドに右ストレートでダウンを奪ったがその後反撃を許しドローに終わった。試合後左目に青タンができた。
8月10日に山岸と再戦。この試合も1ラウンドに右ストレートでダウンを奪う好スタートを見せたが2ラウンド以後一方的に打たれ左瞼から出血、判定0-2で初黒星を喫した。
この試合以降現時点（2015年現在）では女子ボクシングの人口が少ないのとタレント業等の兼ね合い等もあり、次の試合の日程は不明なままだが、試合に備えてジムでのトレーニングは続けている。
（プロボクサーとしては）活動休止中の2015年1月に結婚した事で、今後もプロボクサーを続けるのかが注目されたが、「今後も現役を続ける」と明言したが現状未定。

### 戦績
- プロボクシング:2戦 1敗 1分

| 戦           | 日付          | 勝敗 | 時間 | 内容    | 対戦相手                 | 国籍 | 備考           |
| ------------ | ------------- | ---- | ---- | ------- | ------------------------ | ---- | -------------- |
| 1            | 2013年5月8日  | 引分 | 4R   | 判定0-1 | 山岸愛子(ワイルドビート) | 日本 | プロデビュー戦 |
| 2            | 2013年8月10日 | 敗北 | 4R   | 判定0-2 | 山岸愛子(ワイルドビート) | 日本 |                |
| テンプレート |               |      |      |         |                          |      |                |

## 趣味・特技
- バスケットボール
- 掃除機の音マネ
- インストラクター
  - 2013年秋頃より活動を始めており、当初はかつて自身がアルバイトしていた梅田の料理店内で行っていた、内容は当初エクササイズ等シェイプアップに関する事であったが後にボクササイズ、キックボクササイズ、コアトレーニング、パーソナルトレーニング等バリエーションが増えている
- マッサージ師
  - 2014年より大阪北区新堀江にあるマッサージ店にて女性限定のアロママッサージのアルバイトを始めた。

## エピソード
- キングオブコント2009の1回戦後のインタビューで、｢賞金1000万円とったらどうしますか？｣の問いに、｢親の借金を返す。｣と答えていた[2]。
- わくわく宝島に｢わくわく京橋花月ガールズ｣として踊っていた所を吉本関係者が目をつけ、東京のルミネtheよしもと支配人によるオーディションを経て、
よしもとグラビアエージェンシー（YGA）へ加入する事となった[15]。
- 中学生の頃、警察官だと名乗る男性に誘拐されそうになり、車に乗せられている最中「親が警察の幹部です。」と言って難を逃れた。後日その人物は、連続児童わいせつ事件の犯人として逮捕されていた[16]。

## 芸風

### ネタ
- 『Ms.ユッキーナ』の一輪車大道芸
  - ボクシング＆バスケ＆一輪車をミックスした芸

## 出演

### テレビ
過去の出演
- Y.J.A <よしもと情報エージェンシー>（K-CATチャンネル）
- BSブランチ（BS-TBS、2011年11月5日 -2012年9月29日 ） - BSブランチガール10期生
- 笑いの黄金世代VIII（ABCテレビ、2010年8月11日）
- @あっと!テレわか（テレビ和歌山）リポーター
- 千鳥のぼっけぇTV!（GAORA）インターネット動画

過去の出演
- もっと!桜・稲垣早希 (ニコニコ動画)[17]
- つぼみのニコニコランド（ニコニコ動画）不定期出演

### ラジオ
過去の出演
- ラジオジャングル785（えふえむ草津）アシスタント [18]
- ヨシモト*chatterbox!火曜日・水曜日（YES-fm）[19]
- LOVE RADIO（2011年10月14日、エフエム大阪）

### 舞台
- よる芝居「mrcr,ktkr.　―メリクリ、キタコレ。―」（2009年12月22日・23日・25日、京橋花月）
- ｢テンダラー白川・ランディーズ高井・ひまりのミュージックアワー～音人～｣（2010年12月30日、BIG CAT）

### CM
YGAとして
- ジョージア カフェクレム WebCM[20]

## CD
YGAとして
- BIN-KAN。VANILLA!（2008年10月29日発売）

## DVD
- ようこそ桜の季節へ（2009年12月23日発売）

YGAとして
- ガンバレ☆HERO〜景気回復!!〜（2009年11月4日発売）
- VIRGIN BEAT〜私たちよしもとなんですけど・・・〜（2009年4月22日発売）

## 写真集
YGAとして
- YGA 2nd photobook『YGA222』（2008年10月29日発売、ワニブックス）